# لوئیس دوگاگوئز
لوئیس دوگاگوئز (انگلیسی: Louis Dugauguez; ۲۱ فوریهٔ ۱۹۱۸ – ۲۲ سپتامبر ۱۹۹۱) بازیکن فوتبال اهل فرانسه بود.
از باشگاه‌هایی که در آن بازی کرده‌است می‌توان به باشگاه فوتبال لانس، باشگاه فوتبال سدان، و باشگاه فوتبال تولوز اشاره کرد.